# Sumpigaster ruwenzorica
Sumpigaster ruwenzorica är en tvåvingeart som först beskrevs av Fritz Isidore van Emden 1960.  Sumpigaster ruwenzorica ingår i släktet Sumpigaster och familjen parasitflugor.
Artens utbredningsområde är Uganda. Inga underarter finns listade i Catalogue of Life.